# James Bacon
James Richard Hughes Bacon (* 12. Mai 1914 in Buffalo, New York; † 18. September 2010 in Los Angeles, Kalifornien) war ein US-amerikanischer Kolumnist und Filmschauspieler.

## Leben
James Bacon wurde als Sohn des Journalisten Thomas Bacon geboren, der wiederum für William Randolph Hearst und Joseph Pulitzer gearbeitet hatte. Bacon junior absolvierte von 1933 bis 1936 die University of Notre Dame in Indiana, musste jedoch im letzten Jahr von der Universität abgehen, um seinen Eltern zu helfen, die durch eine Flut ihr Heim verloren hatten. Seinen Abschluss in Journalismus erwarb Bacon daher erst 1943 an der Syracuse University. Bacon begann als Kolumnist bei verschiedenen Zeitungen zu arbeiten, darunter bei der Clinton County Times in Pennsylvania und am Syracuse Herald Journal.
Als Ensign (Leutnant zur See) in der US-Navy diente Bacon in Panama und konnte dank seiner sprachlichen Fähigkeiten im Zweiten Weltkrieg verschlüsselte Funksprüche japanischer Kampfeinheiten dechiffrieren.
Über einen Zwischenstopp in Chicago im Jahr 1946 kam Bacon 1948 nach Los Angeles, wo er nach dem Krieg in der Associated Press (AP) als Journalist arbeitete. Nach 28 Jahren bei der AP wechselte er zum Herald Examiner, für den er wiederum in einem Zeitraum von 18 Jahren arbeitete, und für den er einmal wöchentlich eine Kolumne schrieb. Bacon lernte auf diesem Weg zahlreiche Show- und Politgrößen persönlich kennen, darunter Frank Sinatra, Marilyn Monroe, Humphrey Bogart und selbst den britischen Premierminister Winston Churchill. In seinem Buch Hollywood Is a Four Letter Town behauptete Bacon später, eine Affaire mit Monroe gehabt zu haben. Zudem interviewte er acht US-Präsidenten. Als ein Arzt der Schauspielerin Elizabeth Taylor die Nachricht vom Unfalltod ihres Mannes Michael Todd überbringen musste, begleitete ihn James Bacon.
Neben seiner Tätigkeit im journalistischen Bereich war Bacon auch als Schauspieler tätig. Ähnlich wie Alfred Hitchcock hatte er jedoch meist Cameo-Auftritte und selten größere Nebenrollen. Meist verkörperte er Journalisten, Reporter oder Cowboys. In allen fünf Planet-der-Affen-Filmen, die zwischen 1968 und 1973 produziert wurden, wirkte er mit; nur in Flucht vom Planet der Affen aus dem Jahr 1971 stellte er einen Menschen dar.
1990 schrieb er mit dem Kriminalfilm The Lost Capone sein einziges Drehbuch; außerdem produzierte er den Film.
Im April 2007 erhielt er auf dem Hollywood Walk of Fame seinen eigenen Stern.
James Bacon war zweimal verheiratet. Mit Thelma Love, seiner ersten Frau, hatte er drei Kinder, zwei Töchter und einen Sohn. Mit seiner zweiten Ehefrau, Doris Klein, mit der er 44 Jahre verheiratet war, bekam er drei weitere Kinder, zwei Söhne und eine Tochter.

## Filmografie (Auswahl)
- 1973: Flucht vom Planet der Affen (Escape from the Planet of the Apes)